# مخلاف ريحان
مخلاف ريحان أحد المخاليف اليمنية القديمة التي كان معمول بها في تسمية تقاسيم المناطق اليمنية قبل سيطرة العثمانيين على اليمن عام 1538 واحتلال بريطانيا لعدن عام 1839  ، وريحان أو روحان هي قرية في بني حبش (جبل تيس) في أعمال الطويلة من لواء المحويت . حالياً ( محافظة المحويت ) .

## ملاحظة
كانت اليمن تقسم إلى العديد من المخاليف وبعد سيطرة العثمانيين على اليمن قسموها إلى 4 ولايات تقسم الولاية إلى عدة أقضية ونواحي ، وتغيرت الألوية بعد الاستقلال والوحدة إلى محافظات والنواحي إلى مديريات .